# Schweich, Luxemburg
Schweich (franska) (luxemburgiska: Schweech lyssna (fil), tyska: Schweich) är en ort i kantonen Redange i västra Luxemburg. Den ligger i kommunen Beckerich, cirka 19 kilometer nordväst om staden Luxemburg. Orten har 266 invånare (2022).